# داني سوانسون
داني سوانسون (بالإنجليزية: Danny Swanson)‏ (28 ديسمبر 1986 بإدنبرة في المملكة المتحدة - ) هو لاعب كرة قدم بريطاني في مركز جناح. لعب مع دندي يونايتد وسانت جونستون وكوفنتري سيتي وهارت أوف ميدلوثيان ونادي بيتربورو يونايتد وبيرويك راينجرز.

## وصلات خارجية
- داني سوانسون على موقع قاعدة بيانات كرة القدم.إي يو (الإنجليزية)
- داني سوانسون على موقع Soccerbase.com (لاعب) (الإنجليزية)
- داني سوانسون على موقع Soccerway.com (الإنجليزية)